# Rachael Coopes
Rachael Coopes (Sídney; 30 de julio de 1978) es una actriz australiana, conocida por haber interpretado a Sigourney en la serie Life Support y a la veterinaria local Ingrid Marr en la serie australiana Mcleod's Daughters.

## Biografía
Se graduó de la Universidad de Sídney con una licenciatura en economía.
En junio de 2013 Rachael se convirtió en madre soltera de su primer hijo, Gabriel Coopes.

## Carrera
Su primera participación en televisión fue en 1995 donde interpretó a Casey en el film Billy´s Holiday. 
En 1999 interpretó a Amanda en la serie Dog's Head Bay; como personaje regular.
Del 2002 al 2004 apareció en las series White Collar Blue, The Secret Life of Us y All Saints como invitada. Después de completar la tercera temporada de la serie Life Supportt en el 2004, después obtuvo el Marten Bequest Travelling Scholarship y el Ian Potter Cultural Trust.
En el 2007 se unió a la exitosa serie australiana Mcleod's Daughters, donde interpretó a la veterinaria Ingrid Marr, el interés romántico de Marcus Turner; hasta el final de la serie.
En el 2009, Rachel se convirtió en la anfitriona de la campaña de promociones de Ubank.
En junio del 2011 se anunció que Rachel junto a los actores junto a los actores Jonny Pasvolsky, Luke Carroll y Emma Palmer, se unirían como presentadores del programa infantil Play School para celebrar sus 45 años al aire.
En el 2012 apareció como invitada en la serie Dance Academy donde interpretó a la maestra Miss Fawsie.
En 2017 se unió al elenco invitado de la exitosa serie australiana Home and Away donde interpretó a Jackie Ellis, la madre de Beth Ellis (Anneliese Apps), hasta el 23 de octubre del mismo año después de que su personaje decidiera abandonar la bahía junto a su esposo Alan Ellis (Blair McDonough) después de que su hija muriera.

## Filmografía

### Series de televisión
| Año         | Título                                   | Personaje      | Notas                     |
| ----------- | ---------------------------------------- | -------------- | ------------------------- |
| 2017        | Home and Away                            | Jackie Ellis   | 4 episodios               |
| 2016        | Rake                                     | Meg            | 2 episodios               |
| 2016        | Cleverman                                | Recepcionista  | episodio # 1.6            |
| 2012        | Dance Academy                            | Miss Fawsie    | 2 episodios               |
| 2010        | The Politically Incorrect Parenting Show | Esposa         | -                         |
| 2007 - 2009 | Mcleod's Daughters                       | Ingrid Marr    | 23 episodios              |
| 2000 - 2004 | All Saints                               | Kirsten Sutton | 8 episodios               |
| 2003        | The Secret Life of Us                    | Suzanne        | episodio "The Way We Are" |
| 2002        | White Collar Blue                        | Jenny Murphy   | episodio #1.11            |
| 2001        | Life Support                             | Sigourney      | tv serie                  |
| 1999        | Dog's Head Bay                           | Amanda         | 13 episodios              |

### Películas
| Año  | Título          | Personaje     | Notas                                                     |
| ---- | --------------- | ------------- | --------------------------------------------------------- |
| 2011 | The Gosth       | Cara          | corto - junto a Max Cullen & Valentino del Toro           |
| 1995 | Billy's Holiday | Casey Appleby | junto a Richard Roxburgh, Drew Forsythe & Genevieve Lemon |
| -    | Sirens          | Estudiante    | -                                                         |
| -    | X               | -             | -                                                         |
| -    | Pip             | -             | -                                                         |
| -    | Short Changed   | -             | -                                                         |

### Apariciones
| Año             | Título               | Notas                    |
| --------------- | -------------------- | ------------------------ |
| 2011 - presente | Play School          | presentadora             |
| 2009            | Money Box for U Bank | anfitriona de la campaña |

### Escritora
| Año  | Título    | Notas |
| ---- | --------- | ----- |
| 2014 | Sugarland | obra  |

### Teatro
| Año  | Obra              | Personaje      | Director      | Teatro                  | Notas                                                                                |
| ---- | ----------------- | -------------- | ------------- | ----------------------- | ------------------------------------------------------------------------------------ |
| 2011 | Nothing Personal  | -              | Mark Kilmurry | Ensemble Theatre        | junto a Andrew McFarlane, Julie Hudspeth, Emma Jackson & Greta Scacchi               |
| 2010 | The God Committee | Dr Keira Banks | Andrew Doyle  | Ensemble Theatre        | junto a Duncan Young, Deborah Galanos, Noel Hodda, Pamela Jikiemi & Robert Alexander |
| -    | The Sugar House   | Penny          | -             | Company B Ltd           | -                                                                                    |
| -    | Stoning Mary      | Esposa Ego     | -             | Griffin Theatre Company | -                                                                                    |
| 2002 | The Decameron     | -              | Craig Illiot  | Old Fitzroy Theatre     | junto a Nicolas Cassim & Rebecca Clarke                                              |